# 米凯莱·费拉林
米凯莱·费拉林（義大利語：Michele Ferrarin，1971年8月11日—），意大利男子铁人三项运动员。他曾代表意大利参加2016年夏季残疾人奥林匹克运动会铁人三项比赛，获得男子PT2级银牌。